# Udenfor
Udenfor er en dansk børnefilm fra 2000 skrevet og instrueret af Hans Fabian Wullenweber.

## Handling
Da den 8-årige Aksel kommer hjem fra skole er alt som fortryllet, og han selv blot en skygge i samværet med lillesøster, mor og far. Alene og isoleret føler Aksel, at han må gøre noget for at råbe sin familie op.